# Tri podjele Poljske
Tri podjele Poljske odigrale su se u 18. stoljeću i tim podjelama prestala je postojati Poljsko-Litavska Unija kao neovisna država. Postojale su tri podjele: 
- 5. kolovoza 1772.
- 23. siječnja 1793.
- 24. listopada 1795.

Poljsko-Litavsku Uniju podijelili su Rusko Carstvo, Pruska i Habsburška monarhija.

## Uvod
Krajem 18. stoljeća prije podjele Poljska-Litva nije bila potpuno suverena država. Bila je pod velikim utjecajem Rusije, tako da su ruski carevi utjecali na izbor poljskog kralja. To se posebno odnosilo na poljskog kralja Stanislava Augusta, koji je jedno vrijeme bio i ljubavnik ruske carice Katarine Velike. 
Za vrijeme vladavine Vladislava IV (1632 – 1648) razvio se princip liberum veta. Liberum veto podrazumijevao je da svaki zastupnik u poljskom Sejmu može blokirati zakon. Zakoni su se donosili jednoglasno. Postalo je jako teško djelovati pod tim uvjetima. Liberum veto stvorio je uvjete za raspad Poljske. Strani bi diplomati potplatili jednog zastupnika, a taj je onda mogao sprječavati donošenje odluka sukladno zahtjevima stranih sila. Država je postala izuzetno neučinkovita. 
Za vrijeme Sedmogodišnjeg rata Poljska je ostala neutralna, iako je imala simpatije za savez Francuske, Austrije i Rusije. Dozvolila je ruskoj vojsci napad na Prusku preko Poljske. Fridrik II. Veliki se osvetio tiskajući lažne poljske novčanice i na taj način je Poljsku gospodarski teško oštetio. Rusija je kontrolirala velik dio poljskog plemstva, pa je 1767. preko ruskog veleposlanika u Varšavi Nikolasa Repnina i Rusiji lojalnog poljskog plemstva, prisilila Sejm na donošenje Repninovog ustava 1767. Prije toga su zarobili i protjerali nekoliko protivnika toga ustava. Na tom zasjedanju odluke se nisu donosile principom liberum veta, nego principom konfederalnog Sejma, tj. većinom. Novim ustavom poništene su kraljeve reforme iz 1764. godine. Novim ustavom iz 1767. i dalje se jamčio liberum veto. Međutim, Poljska-Litva je prisiljena pred pruskim zahtjevima tražiti zaštitu Rusije. Pruska je zahtijevala dio sjeverozapada da bi spojila svoj teritorij oko Königsberga s ostalim teritorijima. 
Repnina je zahtijevao vjerske slobode za pravoslavce i protestante. To je izazvalo žestoku reakciju katoličke crkve i došlo je do rata Konfederacije iz Bara s Rusijom. Rat je trajao od 1768. do 1772. godine. Konfederaciju iz Bara predstavljalo je poljsko plemstvo (šljahta), koje je bilo nezadovoljno ruskim miješanjem u poljske unutrašnje stvari, a bili su nezadovoljni i kraljem. Poljsko plemstvo pozivalo je u pomoć strane sile. Tada je započeo i rat Turske protiv Rusije (1768. – 1774.). Strane sile su se počele miješati. Austrija je u početku pomagala Poljake. 
Katarina Velika tajnom je diplomacijom pridobila Prusku i Austriju. Tri sile su sklopile dogovor da održavaju status quo i da se ne mijenjaju poljski zakoni. Taj savez je kasnije postao poznat pod imenom "savez tri crna orla", jer su sve tri velesile imale crnog orla u grbu. Poljaci su pokušali istjerati strane sile u pobuni Konfederacije iz Bara (1768. – 1772.), ali nisu imali nikakve šanse protiv dobro obučene ruske vojske, koja ih je teško porazila. U to doba kaosa i ukrajinski seljaci su se pobunili 1768. i pobili su šljahtu i katoličke, unijatske i židovske svećenike

## Prva podjela
U Beču je 19. veljače 1772. sklopljen dogovor o podjeli Poljske. U kolovozu su isto vrijeme u Poljsku ušle austrijska, ruska i pruska vojska i zauzele su one oblasti za koje su se prethodno dogovorile. Manifest o tome je izdan 5. kolovoza 1772. i izazvao je veliko zaprepaštenje u već iscrpljenoj Poljskoj. 
Vojska Konfederacije iz Bara nije položila oružje. Uporno je branila svaku tvrđavu. Krakow je pao tek 28. travnja 1773. kada ga je zauzeo ruski general Suvorov. Pomoć Konfederaciji nije stigla ni iz Francuske ni iz Velike Britanije iako je u njih polagala nade. Rat s Rusijom i stranim silama koštao je konfederaciju iz Bara oko sto tisuća vojnika, a zemlja je bila u ruševina i bez velikoga dijela teritorija. 
Podjela Poljske je ratificirana 22. rujna 1772. godine. Friedrich Veliki je bio oduševljen teritorijalnim dobicima, a preuzeo je i brigu za svoje nove podanike. Pozvao je veliki broj katoličkih učitelja, a uveo je i obvezu da pruski prijestolonasljednik mora znati poljski. 
Tom je podjelom Poljska izgubila 30 % teritorija s oko 4 000 000 stanovnika. Najvažniji je dio otišao Habsburškoj monarhiji. Kada su završili podjelu teritorija strane sile su zahtijevale od poljskog kralja i Sejma (poljske skupštine) odobrenje te odluke. Kralj se obratio zemljama zapadne Europe za pomoć. Pomoć od zapada nije stizala, a strane vojske su zauzele Varšavu da bi oružjem prisilili na usvajanje odluka koje njima odgovaraju. Predstavnici Katarine Velike su uhitili i i protjerali u Sibir one zastupnike u Sejmu, koji su se zalagali protiv odluka velikih sila. Lokalne skupštine su odbijale izabrati izaslanike za Sejm, ali nakon nekoga vremena sakupljen je kvorum za Sejm. 
Sjednice Sejma je vodio predsjednik Sejma Adam Poninski, koji je odlučio da se ne primjenjuje liberum veto, nego princip konfederalnog Sejma. Takav Sejm je izabrao povjerenstvo tridesetoricom, koja se trebala baviti različitim pitanjima u ime Sejma. Povjerenstvo je 18. rujna 1773. formalno potpisalo da se slaže s podjelom Poljske. 
Poljska se gubitkom teritorija našla u teškoj situaciji. Pruska je dobila kontrolu nad 80 % uvoza i izvoza Poljsko-litvanske unije. Pruska je iskoristila priliku, pa je nametnula visoke pristojbe za prolaz robe preko sada pruske teritorija. 

## Druga podjela
Do 1790. stanje u Poljskoj se toliko pogoršalo, da je bila prisiljena ući u savez s Pruskom. Potpisan je poljsko-pruski pakt 1790. godine. Uvjeti pakta su bili takvi da je postala neizbježna nova podjela Poljske. 
Poljska je 3. svibnja 1791. donijela liberalni svibanjski ustav, po kome su odvojene zakonodavna, izvršna i pravna vlast. Eliminirane su zlouporabe iz Repninovog ustava iz 1767. godine. Svibanjskim je ustavom uvedena jednakost plemstva i građana, a po prvi put seljaci su pod zaštitom vlasti od zlouporaba u sustavu kmetstva. Rusija je bila ljuta zbog donošenja ustava jer Poljsku je promatrala kao jednu vrstu svoga protektorata. Rusija se udružila s konfederacijom iz Targovice, dijelu plemstva, koji se protivio ustavu. Započeo je Poljsko-ruski rat 1792. Pruska je izdala Poljsku, pa ju je Rusija lako porazila. 
Druga podjela Poljske je izvedena 23. siječnja 1793. godine.